# Jean-Luc D’Auria

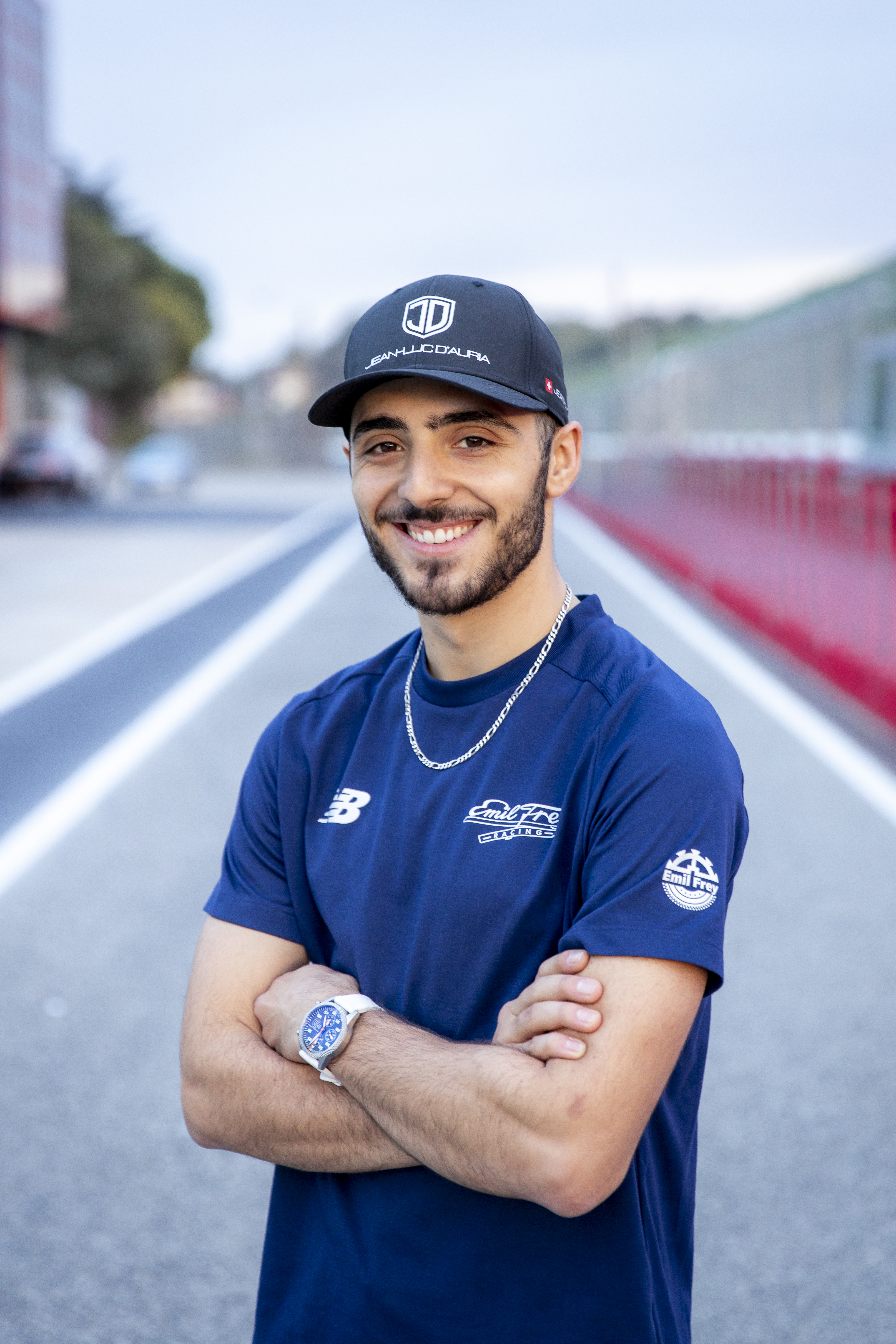
Jean-Luc D’Auria in der Boxengasse in Imola.

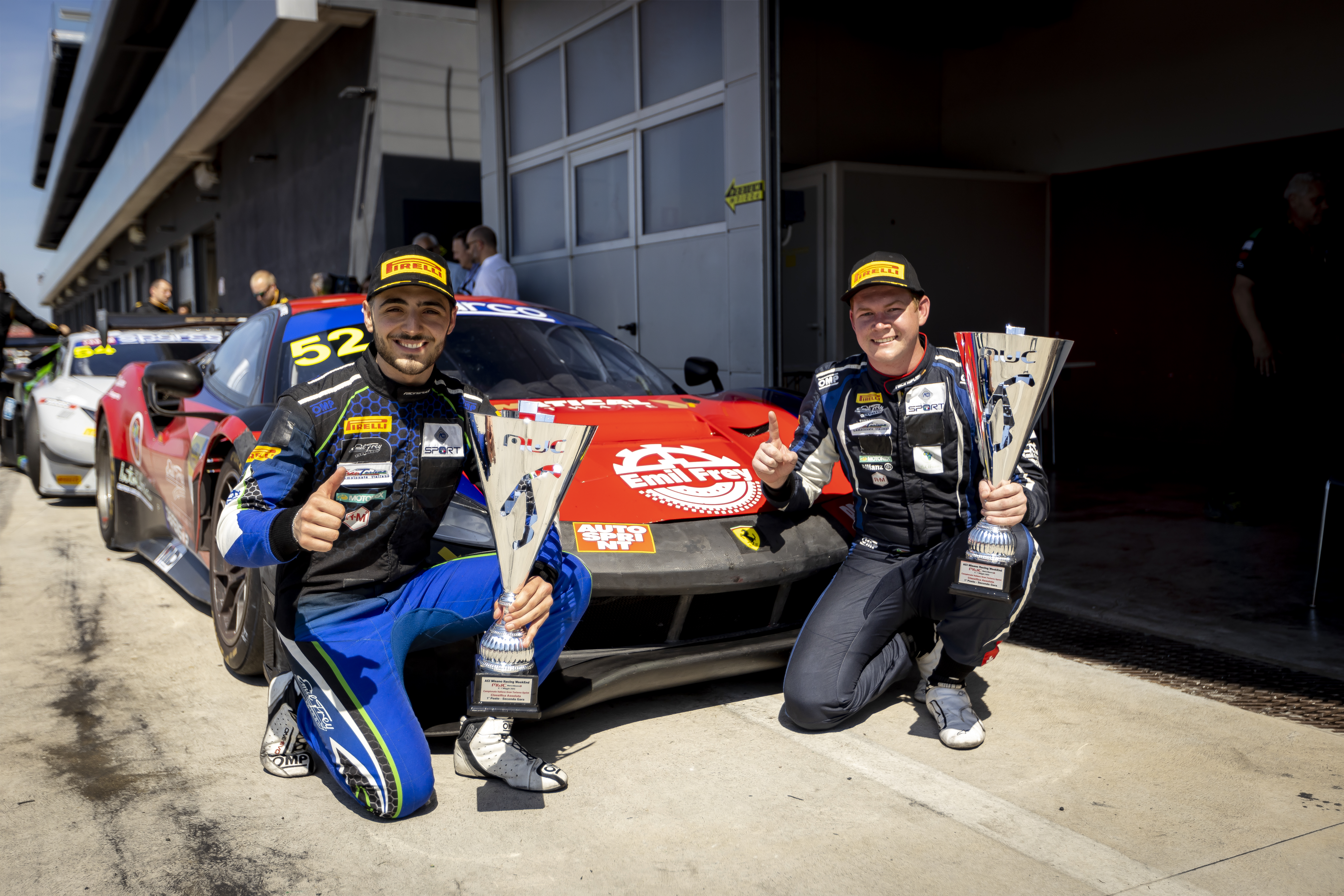
Jean-Luc D’Auria und Stuart White nach ihrem Sieg in Misano.

Jean-Luc D’Auria (* 26. April 1999) ist ein Schweizer Automobilrennfahrer, der 2024 beim ADAC GT Masters teilnimmt. In der Vergangenheit fuhr er die italienische GT3-Meisterschaft, die GT4 European-Series und in der Lamborghini Super Trofeo. Er nahm während der Jahre von 2017 bis 2019 aktiv an Motocross-Meisterschaften der nationalen Organisationen FMS (Föderation der Motorradfahrer Schweiz) und MXRS (Motocross Race Series) teil.

## Karriere
D’Auria nahm während den Jahren 2017 bis 2019 an nationalen Motocross-Meisterschaften teil. 2020 durch eine Zufallsentdeckung erstmals in einem Rennauto gefahren, konnte er die vor Ort präsenten Coaches und Sportmanager mit starken Performances überzeugen. Der Schweizer testete nur wenige Tage in einen GT4-Rennwagen, bevor er im Januar 2021 mit dem 12-Stunden-Rennen von Abu Dhabi sein erstes Rennen bestritt und für sein Team, Villorbacorse, die Bestzeit in der Qualifikation zum 12-Stunden-Rennen sowie den Sieg in der GT4-Klasse sicherte. Diese Leistung ermöglichte ihm, mit dem italienischen Team den Vertrag für die GT4 European Series, die höchste Kategorie in der GT4-Meisterschaft, abzuschliessen.
Nach einem Jahr in der GT4 wechselte der Schweizer zum italienischen Team Vincenzo Sospiri Racing, kurz VSR. Zusammen mit seinem französischen Teamkollegen Stéphane Tribaudini trat er in der Lamborghini Super Trofeo Europe an. In zehn Rennen fuhr er dreimal aufs Podest und holte sich eine Pole-Position.
Jedes Jahr wählt Lamborghini weltweit 20 Fahrer, welche Teil des Lamborghini-Young-Drivers-Programm werden. Im Rahmen dieses Programms erhalten die Fahrer, welche zwischen 17 und 26 Jahre alt sind, ein spezifisches separates Coaching, um ihre Fähigkeiten auf und neben der Rennstrecke weiter zu verbessern: mit zwei Racers-Meetings an jedem Tag eines Rennwochenendes, sowie zwei separaten Trainingsmeetings unter der Saison, werden die Young Drivers gefördert und gefordert. Jean-Luc D’Auria erhielt bereits nach der ersten Qualifikation die Bestätigung, dass er Teil des Programms im Jahr 2022 sein würde, er hatte mit der Performance während den ersten Trainings so sehr überzeugt, dass die Zeit bis nach dem Rennen nicht mehr abgewartet wurde.
Seit 2023 fährt D’Auria für Emil Frey Racing. In der eigens geschaffenen Academy durfte sich der Schweizer als Rookie in der GT3 beweisen. Zusammen mit dem südafrikanischen Rennfahrer Stuart White fuhr er in der italienischen GT3-Serie und konnte in Misano in seiner Rookie-Saison seinen ersten GT3-Sieg feiern. In einem  Rennen gegen den mehrfachen DTM-Champion Bruno Spengler und dem Mercedes-AMG-Hoffnungsträger Andrea Kimi Antonelli setzte sich das Emil-Frey-Duo durch. In acht Rennen errang D’Auria einen Sieg, vier Podien und eine Pole-Position.
2024 startet der Schweizer beim ADAC GT Masters in seine zweite Saison mit dem Schweizer Rennstall Emil Frey Racing.

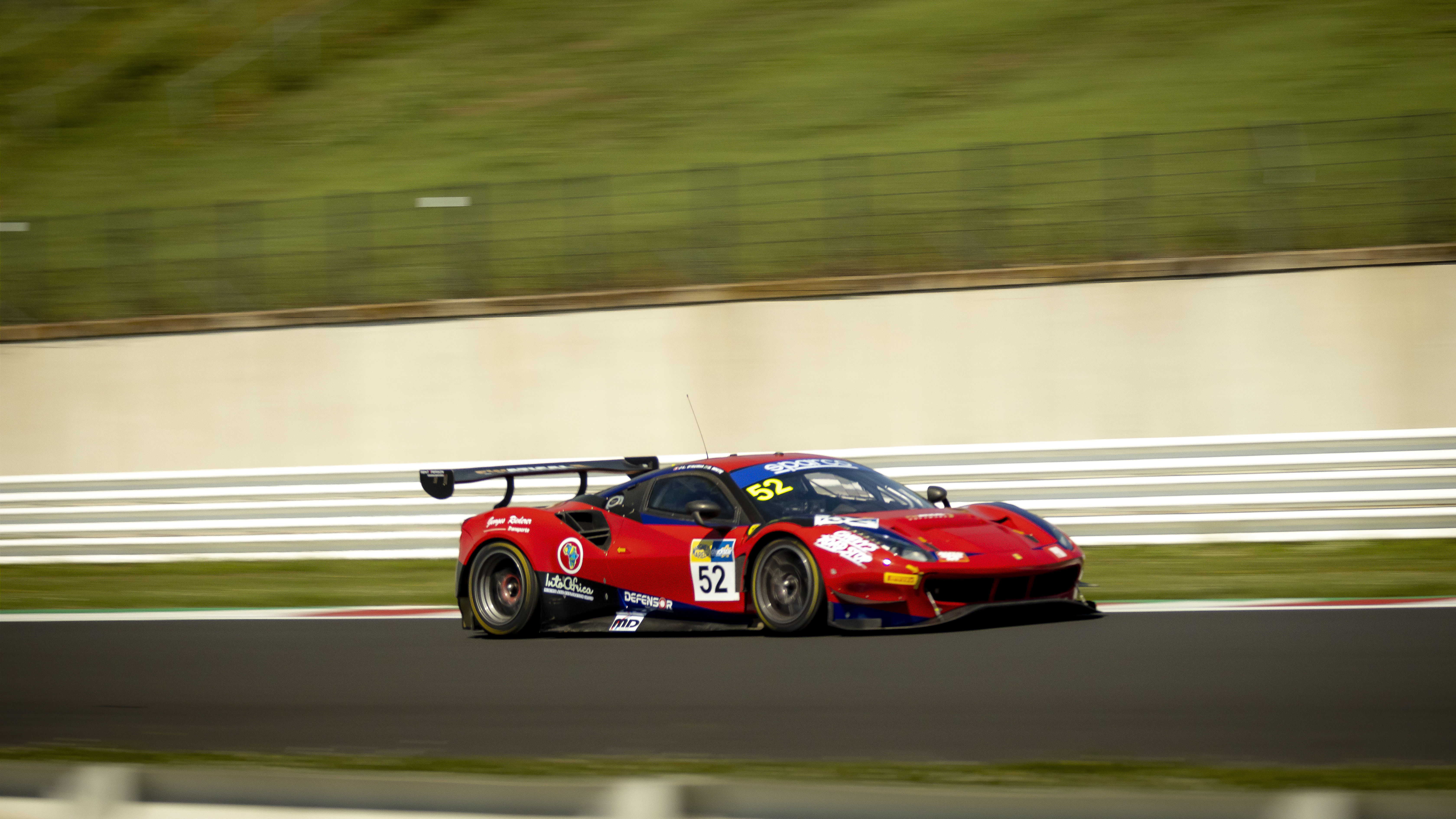
Jean-Luc D’Auria in seinem Ferrari 488 beim Training in Misano.

## Statistik

### Karrierestationen
- 2017–2019: Motocross
- 2021: Gulf-12-Hours Bahrain, GT4-European Series
- 2022: Lamborghini Super Trofeo
- 2023: Italienische GT3-Meisterschaft